# 帕罗奥图海湾湿地自然保护区

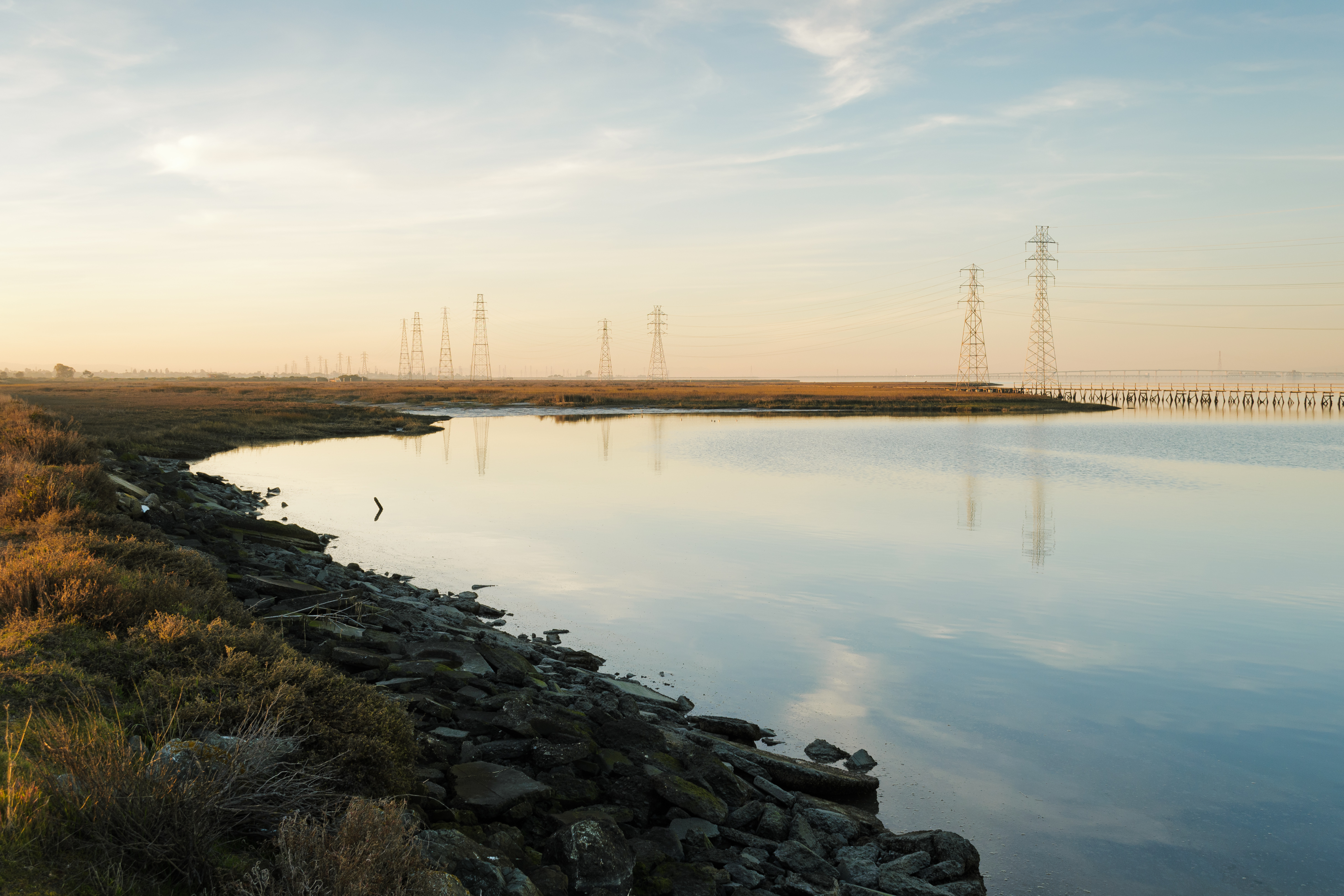
帕罗奥图海湾湿地自然保护区

帕罗奥图海湾湿地自然保护区（英語：Palo Alto Baylands Nature Preserve），官方正式名称海湾湿地自然保护区（英語：Baylands Nature Preserve），是旧金山湾区最大的未开发沼泽地。保护区总面积1,940英畝（790公頃），横跨帕羅奧圖和东帕罗奥图两座城市，内有总长度15英里（24）的多功能步道，以及各种淡水、海潮混合而成的栖息地。帕罗奥图海湾湿地自然保护区是迁徙海鸟重要的栖息地，也是美国西海岸最佳观鸟地点之一。